# Port lotniczy Nawakszut
Port lotniczy Nawakszut (IATA: NKC, ICAO: GQNN) – międzynarodowy port lotniczy położony w Nawakszut. Jest największym portem lotniczym w Mauretanii. Do końca 2010 r. służył jako węzeł Mauritania Airways. Od początku 2011 jest węzłem Mauretania Airlines International.

## Linie lotnicze i połączenia
| Linia Lotnicza      | Kierunek |
| ------------------- | --- |
| Air Algerie         | 1. Algier 2. Dakar-Diass                                                                                                 |
| Air France          | 1. Konakry 2. Paryż-Charles de Gaulle                                                                                    |
| Air Senegal         | 1. Dakar-Diass |
| ASKY Airlines       | 1. Konakry |
| Binter Canarias     | 1. Gran Canaria |
| Mauritania Airlines | 1. Abidżan 2. Bamako 3. Casablanca 4. Konakry 5. Dakar-Diass 6. Gran Canaria 7. An-Nama 8. Nawazibu 9. Zuwirat 10. Tunis |
| Royal Air Maroc     | 1. Casablanca |
| Tunisair            | 1. Tunis |
| Turkish Airlines    | 1. Bandżul 2. Stambuł |